# Himbeergeist

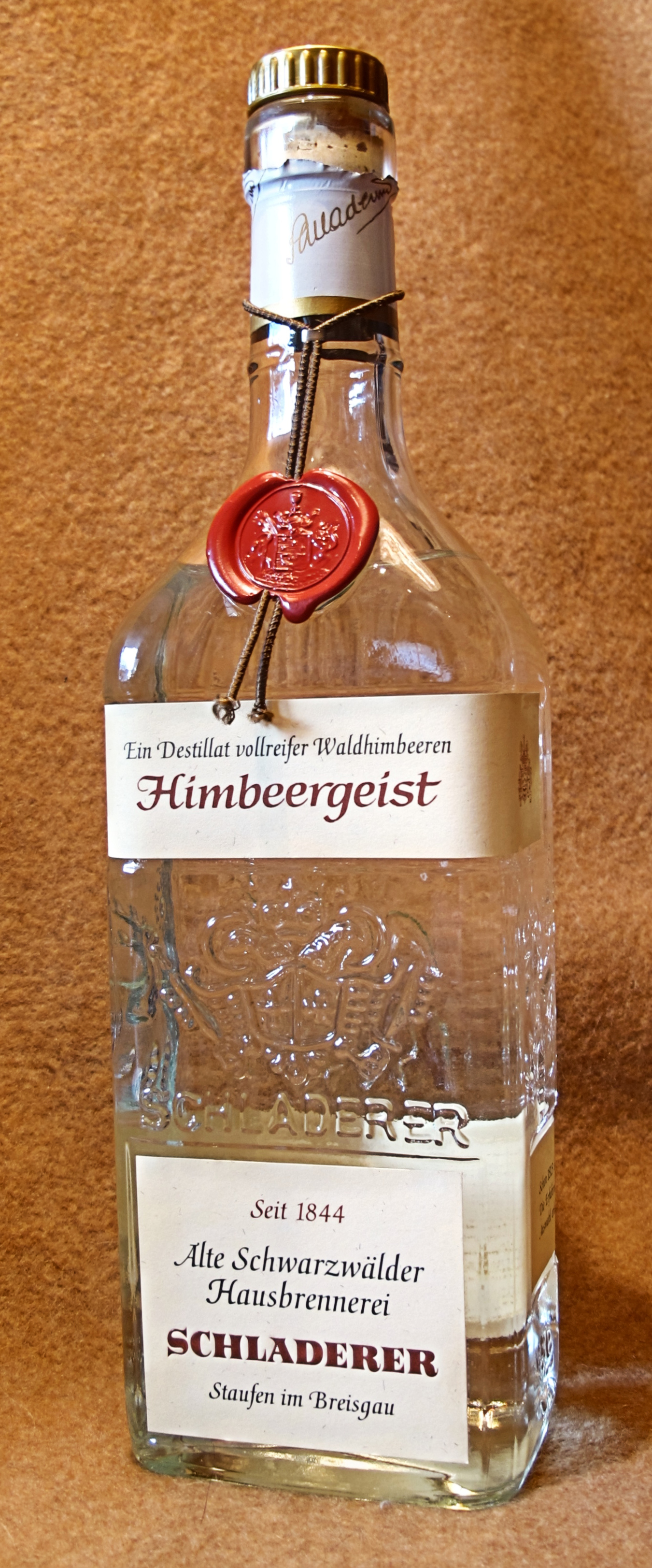
Schwarzwälder Himbeergeist

Himbeergeist ist ein Obstgeist. Er wird durch Destillation einer Mischung aus Neutralalkohol landwirtschaftlichen Ursprungs und frischen, unvergorenen Himbeeren erzeugt. Der Mindestalkoholgehalt liegt bei 40 Vol.-%. Dem Himbeergeist dürfen keinerlei Aromen oder Farbstoffe zugesetzt werden.
Einen sehr aromatischen Himbeergeist erhält man bei der Verwendung von Waldhimbeeren.
Da Himbeeren wegen des geringen Zuckergehaltes von 4,5 bis 6,0 % wenig Alkohol ergeben, wird meist ein Geist daraus hergestellt. Die Mischung aus Himbeeren und Alkohol wird wenige Wochen mazeriert, damit der Geschmack und der Duft sich auf den Alkohol übertragen. Das Ganze wird in einem Feinbrand abgetrieben (Trennung der Feststoffe vom Alkohol).